# 1982
1982(천구백팔십이)는 1981보다 크고 1983보다 작은 자연수다.

## 수학
- 합성수로, 그 약수는 1, 2, 991, 1982이다. 진약수의 합은 994이므로, 1982는 부족수다.

## 과학
- NGC 1982: 오리온자리 방향에 있는 성운인 ‘드 모이란 성운’.

## 문화재
- 대한민국의 보물 제1982호: 김정희 필 서원교필결후

## 작품
- 《1982》(2013): 미국의 드라마 영화.
- 《1982(영어판)》(2019): 레바논의 드라마 영화.

## 기타
- 연도: 1982년, 기원전 1982년